# 戊二腈
在化學中，戊二腈是一種腈，其化學式為C3H6(CN)2，外觀為無色至淺黃色的黏稠液體，具吸濕性。其可用於製作染料、杀虫剂的原料，作為添加劑也能改善锂离子电池的性能。
戊二腈有毒，在中國和日本皆被列為危險化學物質。

## 制备
戊二腈可由1,3-二溴丙烷的乙醇溶液与氰化钾的水溶液反应得到，产物经无水碳酸钾干燥，减压蒸馏提纯。
Br(CH2)3Br + 2KCN → NC(CH2)3CN + 2KBr

## 用途
戊二腈可用作2,6-二氨基吡啶（DAP）的原料；用于染料、杀虫剂、刚性聚合物的制备。戊二腈也能在锂离子电池中作为添加剂，改善电池的性能。

## 安全性
戊二腈列入中国《危险化学品名录》（2015版），属于一般危险化学品。
在日本的《消防法》中属于第四类・第3石油类（非水溶性）的危险品；在《有毒有害物质控制法》中属于有害物质。

## 脚注
1. ↑  . PubChem Compound. USA: National Center for Biotechnology Information. Identification. 2005-03-26  [2012-06-14].
2. 1 2 3 4 5 6  高本進、稲本直樹、中原勝儼、山崎昶.  初版. 朝倉書店. 1997-11-20: 596. ISBN 4-254-14043-6.
3. 1 2  製品安全データシート. 東京化成工業. [2017-8-10]
4. ↑  戊二腈 （页面存档备份，存于）. Wingch 化学品数据库. [2017-8-10]
5. ↑  グルタロニトリルからジアミノピリジンを合成する方法 （页面存档备份，存于）(astamuse)
6. ↑  Abu-Lebdeh Y, Davidson I. New electrolytes based on glutaronitrile for high energy/power Li-ion batteries. Journal of Power Sources, 2009, 189(1):576-579. DOI:10.1016/j.jpowsour.2008.09.113
7. ↑  戊二腈 化学品安全技术说明书 （页面存档备份，存于）. 国药集团化学试剂有限公司. [2017-8-10]